# Hmar
El pueblo Hmar vive mayoritariamente en Mizoram, y es una pequeña minoría en Assam, (apenas 11 000); algunos viven también en Nagaland y Manipur. Generalmente los Hmar se consideran cercanos a los Mizos y juntos lucharon por la creación del Mizoram. Pero cuanto en 1985 el Mizoram se convirtió en territorio, no se estableció ninguna provisión para la unión de los territorios Hmar de Manipur, los que llevó a la creación de la Hmar People's Convention (HPC) en 1986 que desde entonces solicita un gobierno autónomo para el norte y noroeste de Mizoram. En abril de 1987 inició la lucha armada con apoyo de los nagas. En 1992 el gobierno mizo accedió a iniciar conversaciones que culminaron el 27 de julio de 1994 con un acuerdo que no satisfizo a buena parte de los hmar que se escindieron en el HPC-democrático, que se alió al Consejo Nacional Socialista de Nagalim (IM). En 1995 los Dimasa, que habitaban en Asam las mismas zonas que los hmar, formaron la organización armada Dima Halim Daoogah (DHD), también aliado al CNSN-IM, y empezaron las extorsiones para financiar la compra de armas. DHD reclamada un estado Dimasa, el Dimaraji, pero en 1997 incluyeron en su reclamación la ciudad de Dimapur, habitada por nagas, lo que provocó recelos de sus aliados el CNSN (IM) que cesaron en su ayuda a los Dimasa mientras la intensificaron a los Hmar y sobre todo al pueblo Hmar que habitaba las mismas regiones que los Dimasa en Assam. Los Dimasa y los Hmar comenzaron su enfrentamiento que aun persiste. Tras la firma de un acuerdo de alto el fuego de los Dimasa con el gobierno (1 de enero de 2003), unos líderes del DHD fueron secuestrados por el CNSN-IM con ayuda de la HPC-D (24 de febrero de 2003), lo que acentuó la lucha, provocando ataques Dimasa a poblaciones Hmar, y subsiguientes represalias. Hay al menos tres organizaciones Hmar, pero la más antigua y reconocida organización es la Hmar Students Association cuya bandera es verde con una estrella blanca de seis puntas que indica el supuesto origen israelita de este pueblo (le estrella contiene las siglas en rojo). Otras organizaciones son la Hmar National Union, la Hmar Youth Association, Hmar Literary society, Hmar Peoples Council (o Hmar Peoples Convention), etc. 
El Hmar Inpui es el consejo supremo de ciudadanos, y se formó en 2001 con todas las organizaciones, bajo el liderazgo de la Hmar students Association y del Hmar Church Leaders Forum. Actualmente es el órgano que dirige la guerra contra los Dimasa.
- Bandera Nacional Hmar

La bandera nacional deriva de la bandera de la Hmar Students Association (HSA). Ambas banderas son idénticas pero la de la HSA contiene las siglas en rojo.

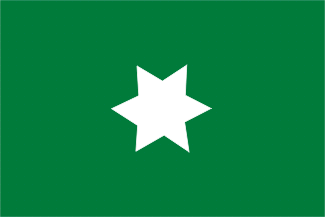
Bandera de la nación Hmar.

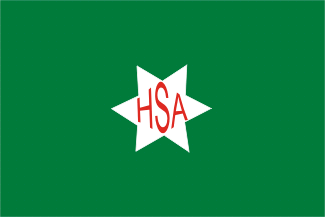
Bandera de la Hmar Students Association.

- Datos: Q3507860
- Multimedia: Hmar / Q3507860